# Езикът на Третия райх
LTI – Lingua Tertii Imperii: Notizbuch eines Philologen (1947) е книга от Виктор Клемперер, професор по литература в Дрезденския технологичен университет. Заглавието, първата половина на латински и втората половина на немски, се превежда като „Езикът на Третия райх: Тетрадка на филолога“. Книгата е публикувана на български език като Езикът на Третия райх.

## Примери
Клемперер отбелязва, че голяма част от нацисткия език включва присвояване на стари думи и адаптиране на тяхното значение, вместо създаване на нови. Сред примерите, които той записва за използване на пропаганден език, са следните.

### Повтарящи се думи
- Artfremd („Чужд на расата“,"не-арииски")
- Ewig („Вечен“) E.gr.: der ewige Jude (вечният евреин); das ewige Deutschland (вечната Германия)
- fanatisch, Fanatismus (Фанатичен / Фанатизъм; използвано по особено оруелски начин: силно положително наблягане на „добрата“ страна и силно отрицателно наблягане нанаблягане на „лошата“ страна)
- Instinkt (инстинкт)
- spontan (спонтанност)

### Евфемизми (Schleierwörter)
- Evakuierung („евакуация“): депортиране
- Holen („вземам“): арест
- Konzentrationslager („концентрационен лагер“): лагер на смъртта
- Krise („криза“): поражение
- Sonderbehandlung („специално отношение“): убийство
- Verschärfte Vernehmung („засилен разпит“): изтезание[3]

### Повтарящи се изрази и мотиви
- войната е „наложена“ на един миролюбив фюрер. (Франция и Обединеното кралство наистина обявяват война на Германия, но едва след като Германия ремилитаризира Рейнската област, анексира Австрия, анексира Чехословакия и нахлува в Полша .)
- „несравнимата омраза“ на евреите – пример за оруелска двусмисленост: евреите изпитват „несъизмерима омраза“ към Третия райх (агресивно или конспиративно), но германският народ изпитва „несъизмерима омраза“ към евреите (спонтанно и легитимно).
- Примери, взети от дневниците на Виктор Клемперер:[4]
  - 1 януари 1935 г – lingua tertii imperii: Новогодишното послание на Лютце до SA . . . Нашата „фанатична воля“ дважди в неунизителен смисъл. Акцент над вярване без разбиране. (1) „фанатична анагажираност на SA“, (2) „фанатично чувство за отдаденост“.
  - 24 ноември 1936 г – За езика на Третия райх:. . . Фюрерът трябва да се следва сляпо, сляпо! Той(лидера) нямат нужда да обясняват абсолютно нищо, тъй като не е отговорен пред никого. Днес ми хрумна: никога напрежението между човешката сила и безсилие, човешкото знание и човешката глупост не е било толкова огромно, както сега.
  - 19 февруари 1938 г. – ...основният принцип на целия език на Третия райх ми стана ясен: лоша съвест; нейната триада: самозащита, самохвала, обвинение – никога момент на спокойно свидетелство.
  - 23 май 1938 г – Целта на образованието в Третия райх и на езика на Третия райх е да се разшири народната прослойка във всички до такава степен, че мислещата прослойка да бъде задушена.
  - 29 август 1939 г – Lingua...няма вече говор за болшевистите, а вместо това за руския народ.
  - 31 декември 1940 г – Lingua tertii imperii: В новогодишната заповед на Хитлер към войските отново „победи с несравними размери“, отново американският суперлатив, „В 1941 г. ще бъде постигната най-голямата победа в нашата история“.

### Префикси
- Groß- („Велик“)
- Volk(s)- („Volk = народ, Volks = от или за народа (префикс)“). Volksgemeinschaft обозначава расово чистата общност от нации. Volkswagen е пример за термин, който е надживял Третия райх.
- Welt- („Свят“, както в Weltanschauung, „интуиция/поглед към света“): това беше рядък, специфичен и култивиран термин преди Третия райх, но стана ежедневна дума. С него се обозначава инстинктивното разбиране на сложните геополитически проблеми от нацистите, което им позволява открито да започват нашествия, да изопачават факти или да нарушават човешките права, в името на по-висш идеал и в съответствие с тяхната теория за света.

### Неологизми
- arisieren (" да арианизирам ")
- aufnorden ("нордизиране", правя побеше-нордически).
- entjuden („де-еврейзиране“). Обратно, след войната се наблюдава силна тенденция на Entnazifizierung („ денацификация “).
- Untermenschentum („подчовечество“, от Untermensch)

## Във филми
- Езикът не лъже[5] (La langue ne ment pas), документален филм от 2003 г., базиран на книгата на Клемперер, режисиран от Стан Нойман

## Външни връзки
- Нацистки език и терминология в Мемориалния музей на Холокоста в САЩ
- Индекс към LTI (немски)
- Избрани от LTI от Дейвид Грийнбаум

|  | Тази страница частично или изцяло представлява превод на страницата LTI – Lingua Tertii Imperii в Уикипедия на английски. Оригиналният текст, както и този превод, са защитени от Лиценза „Криейтив Комънс – Признание – Споделяне на споделеното“, а за съдържание, създадено преди юни 2009 година – от Лиценза за свободна документация на ГНУ. Прегледайте историята на редакциите на оригиналната страница, както и на преводната страница, за да видите списъка на съавторите. ВАЖНО: Този шаблон се отнася единствено до авторските права върху съдържанието на статията. Добавянето му не отменя изискването да се посочват конкретни източници на твърденията, които да бъдат благонадеждни. |